# 202-я истребительная авиационная дивизия
202-я истреби́тельная авиацио́нная диви́зия (202-я иад) — соединение Военно-Воздушных сил (ВВС) Вооружённых Сил РККА, принимавшее участие в боевых действиях Великой Отечественной войны.

## Наименования дивизии
- ВВС 20-й армии;
- 202-я истребительная авиационная дивизия[1];
- 202-я бомбардировочная авиационная дивизия (21.10.1942 г.)[1];
- 202-я бомбардировочная авиационная дивизия имени Верховного совета Татарской АССР (19.04.1943 г.)[1];
- 202-я бомбардировочная авиационная Средне-Донская дивизия имени Верховного совета Татарской АССР (04.05.1943 г.)[1];
- 202-я бомбардировочная авиационная Средне-Донская дивизия Краснознамённая имени Верховного совета Татарской АССР (06.11.1943 г.)[1];
- 202-я бомбардировочная авиационная Средне-Донская Краснознамённая ордена Суворова дивизия имени Верховного совета Татарской АССР (04.06.1945 г.)[1];
- Войсковая часть (Полевая почта) 53888[1].

## История и боевой путь дивизии
202-я истребительная авиационная дивизия сформирована 10 мая 1942 года Приказом НКО СССР № 0081 от 5 мая 1942 года на базе Управления Военно-воздушных сил 20-й армии.
В составе 1-й воздушной армии дивизия поддерживала войска Западного фронта на юхновском, гжатском и ржевском направлениях, в августе — сентябре — обеспечивала наступление войск фронта на ржевско-сычёвском направлении. К исходу 14 сентября 1942 года дивизия насчитывала в боевом составе 21 боеготовых самолётов и 20 неисправных:
- 66-й истребительный авиационный полк — аэродром Климово, Як-7Б — 4 (2), Як-1 — 0 (2);
- 146-й истребительный авиационный полк — аэродром Климово, ЛаГГ-5 — 2 (4), Як-7Б — 2 (1), Як-1 — 1 (2);
- 153-й истребительный авиационный полк — аэродром Климово, Р-39 «Аэрокобра» — 1 (3);
- 179-й истребительный авиационный полк — аэродром Климово, Харрикейн — 2 (2);
- 42-й истребительный авиационный полк — аэродром Мологино, ЛаГГ-3 — 3 (1);
- 248-й истребительный авиационный полк — аэродром Мологино, Як-7Б — 6 (3).

21 октября 1942 года согласно Приказу НКО № 00217 от 11 октября 1942 года дивизия была преобразована в 202-ю бомбардировочную авиационную дивизию.
В составе действующей армии дивизия находилась с 10 мая 1942 года по 21 октября 1942 года.

## Командир дивизии
| Звание    | Имя                      | Период                                 | Примечание                    |
| --------- | ------------------------ | -------------------------------------- | ----------------------------- |
| Полковник | Янсен Борис Владимирович | 5 мая 1942 года — 21 октября 1942 года | назначен командиром 202-й бад |

## В составе объединений
| Дата            | Фронт (округ)  | Армия               | Корпус | Примечания      |
| --------------- | -------------- | ------------------- | ------ | --------------- |
| 10.05.1942 года | Западный фронт | 1-я воздушная армия | -      | -               |
| 21.10.1942 года | Западный фронт | 1-я воздушная армия | -      | переформирована |

## Части и отдельные подразделения дивизии
Боевой состав дивизии претерпевал изменения, в её состав входили полки:
| Период                         | Части                                 |
| ------------------------------ | ------------------------------------- |
| 09.05.1942 г. — 05.11.1942 г.  | 188-й истребительный авиационный полк |
| 10.05.1942 г. — 16.06.1942 г.  | 179-й истребительный авиационный полк |
| 15.05.1942 г. — 01.07.1942 г.. | 193-й истребительный авиационный полк |
| 30.05.1942 г. — 23.09.1942 г.  | 42-й истребительный авиационный полк  |
| 26.07.1942 г. — 15.11.1942 г.  | 179-й истребительный авиационный полк |
| 31.07.1942 г. — 13.10.1942 г.  | 66-й истребительный авиационный полк  |
| 31.08.1942 г. — 18.09.1942 г.  | 248-й истребительный авиационный полк |
| 21.09.1942 г. — 13.10.1942 г.  | 91-й истребительный авиационный полк  |
| 22.09.1942 г. — 10.10.1942 г.  | 814-й истребительный авиационный полк |

## Участие в операциях и битвах
- Ржевско-Сычёвская операция — с 30 июля 1942 года по 23 августа 1942 года.
- Погорело-Городищенская операция — с 30 июля 1942 года по 23 августа 1942 года.